# Palazzo Comunale (Osimo)
Il palazzo Comunale è sede del municipio della città di Osimo, nelle Marche. 
Affaccia la sua possente mole quadrata sulla piazza omonima.

## Storia e descrizione
Il complesso del palazzo comunale è costituito da tre corpi distinti, edificati in varie epoche. I lavori per la costruzione durarono a lungo: una delibera dell'8 agosto 1457 evidenzia la volontà dell'amministrazione di voler realizzare una nuova sede, ma verrà completata solo nel 1678.
L'edificio principale, che si affaccia sulla Piazza del Comune, presenta una facciata in cotto rosso movimentata da tre piani di finestre incorniciate entro elementi in pietra. Venne iniziata nel '500 su disegno dell'architetto militare Pompeo Floriani di Macerata.
Accanto al lato orientale del palazzo svetta la torre civica, di epoca duecentesca e acquistata dal Comune nel 1366: l'altezza attuale risale ad una modifica del 1538. Alla base, costituita da uno zoccolo in pietra che riutilizza materiale lapideo preso da precedenti costruzioni, si apre una porticina sopra la quale sono visibili le misure in ferro del braccio, del coppo e del mattone, affisse nel XVIII secolo.
L'ultimo corpo ad essere realizzato è quello rivolto verso Piazza Boccolino: la struttura venne costruita in seguito alla demolizione del Palazzo del Governatore e della chiesa di Santa Maria della Piazza, detta della Morte perché vi aveva sede la confraternita omonima, che aveva il compito di accompagnare in chiesa le salme di coloro che morivano in città e di assistere i condannati a morte nelle ultime ore di vita.
La parte più interessante del complesso comunale è senz'altro l'atrio, dove ha sede il Lapidarium: la raccolta comprende statue, epigrafi, bassorilievi di epoca romana ed elementi architettonici provenienti da edifici medievali e rinascimentali. Le 12 sculture, rinvenute nell'area del Foro romano, rappresentano personaggi romani in toga e in seminudità eroica, hanno tutte la particolarità di essere acefale: questa loro caratteristica ha dato luogo ad un nomignolo attribuito agli abitanti di Osimo, chiamati appunto i Senza Testa.
All'interno dell'atrio sono conservati anche pezzi d'artiglieria, tra cui una bombarda quattrocentesca, varie palle in pietra ed un carro militare della prima guerra mondiale: la bombarda, il cui originale è conservato oggi al Museo Storico Nazionale dell'Artiglieria di Torino, è chiamata "Misbaba", mentre in dialetto "Cannò de Figo".
Nella Sala grande del consiglio era custodito il polittico dell'Incoronazione della Vergine e Santi, opera del 1464, di Antonio e Bartolomeo Vivarini, oggi al Museo Civico.

## Galleria d'immagini

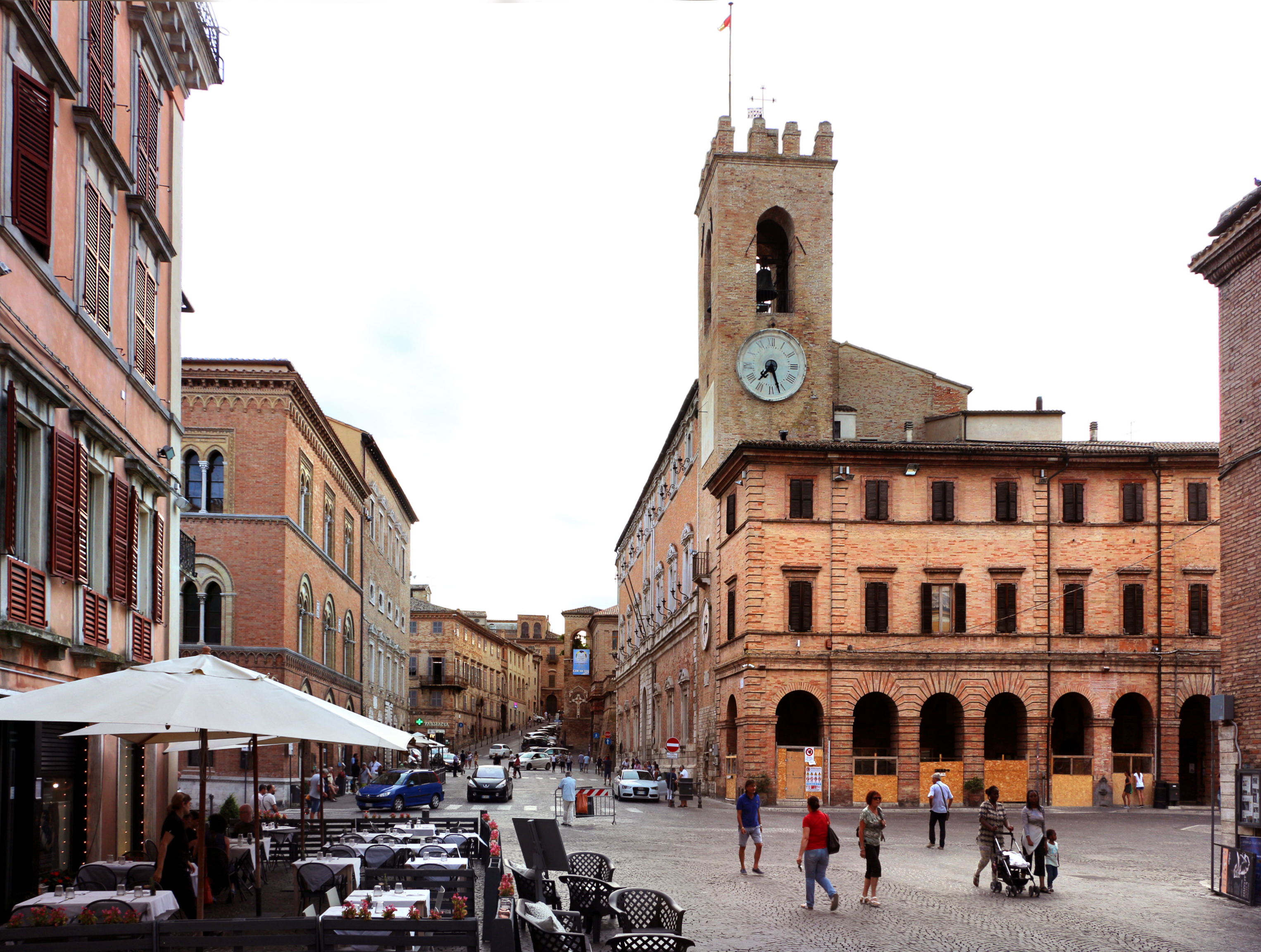
Il palazzo comunale visto da corso Mazzini.
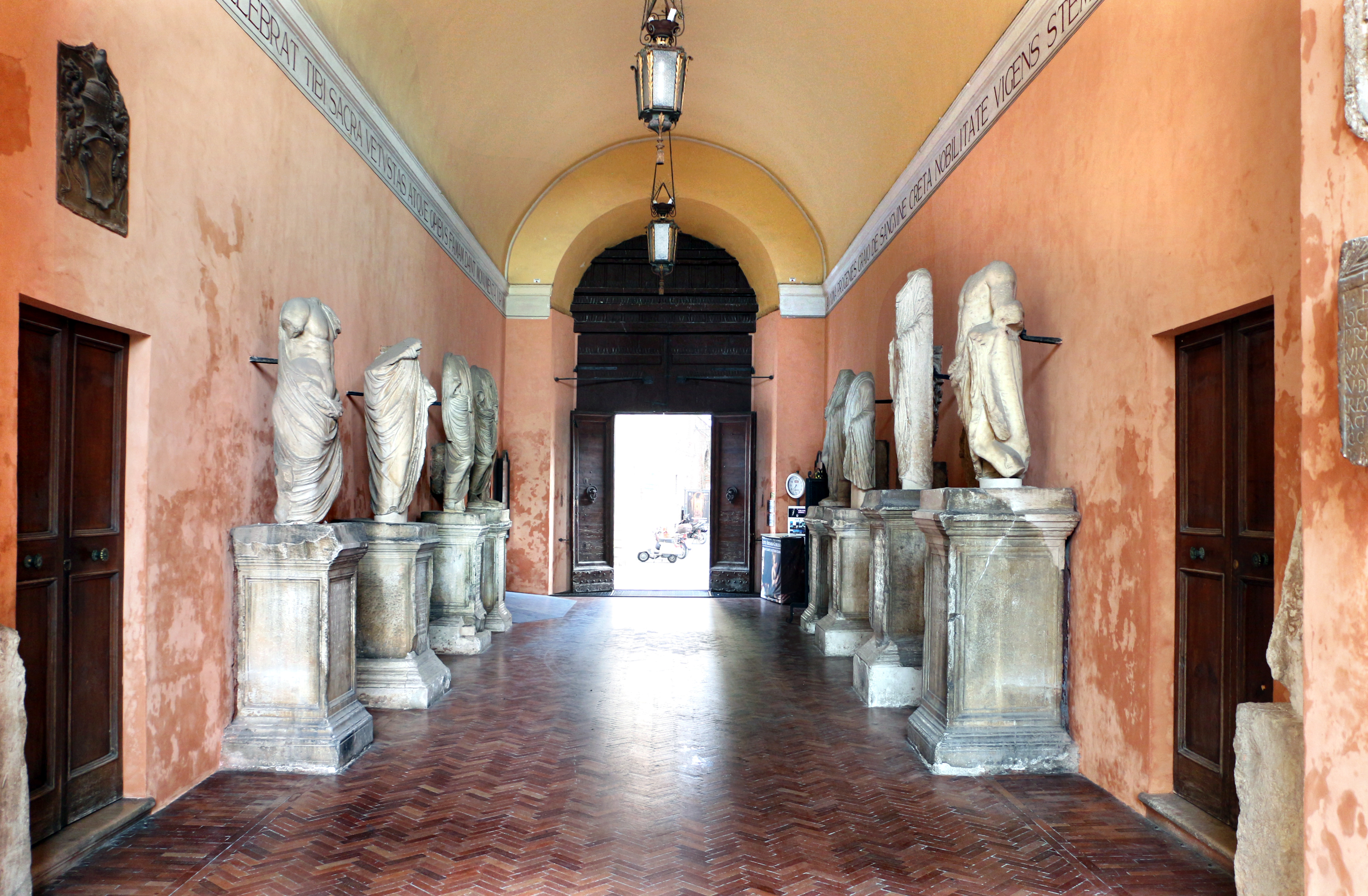
L'atrio del palazzo.
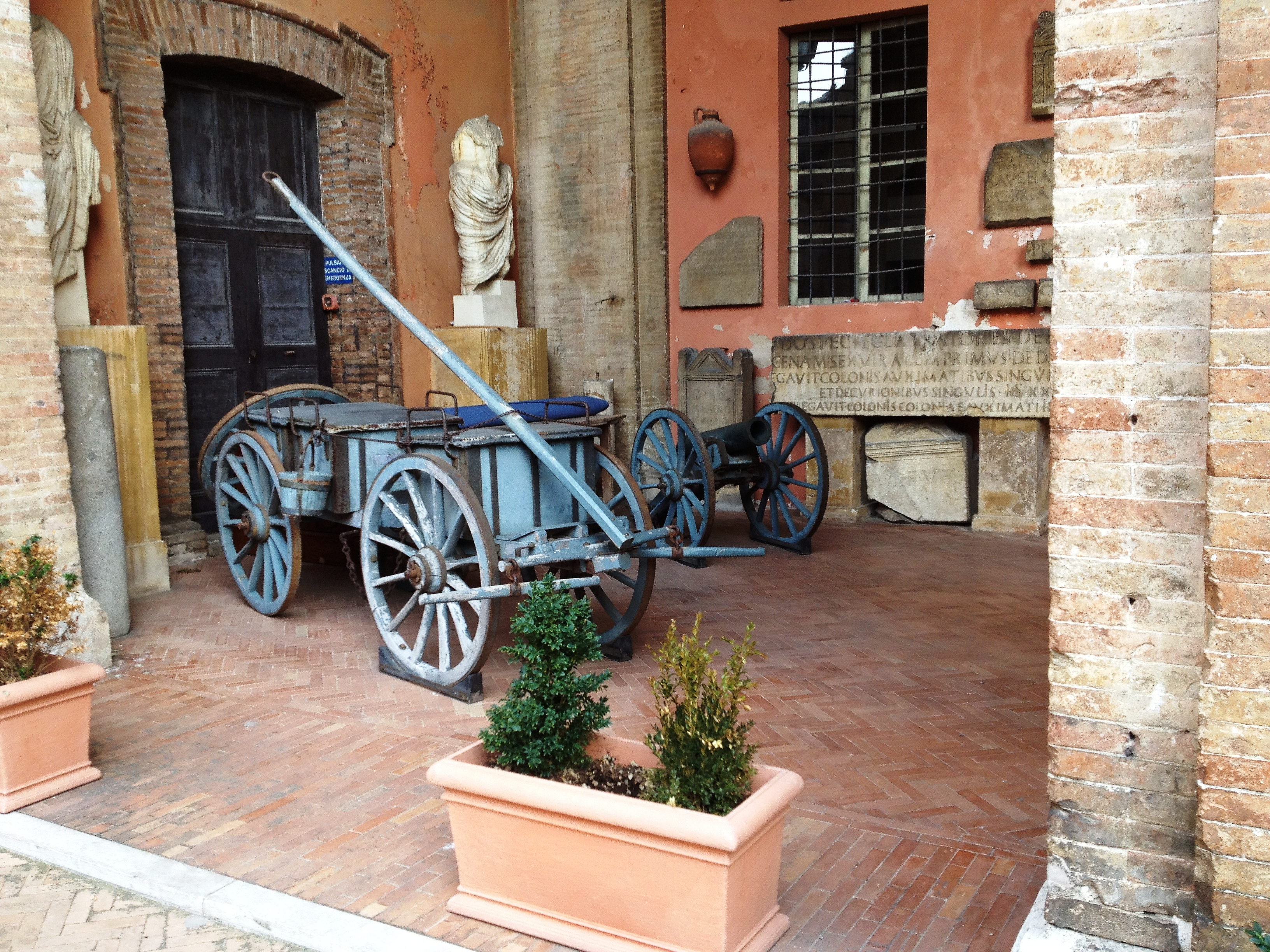
Interno dell'atrio del Palazzo Comunale: in primo piano, un carro per i rifornimenti risalente alla prima guerra mondiale.
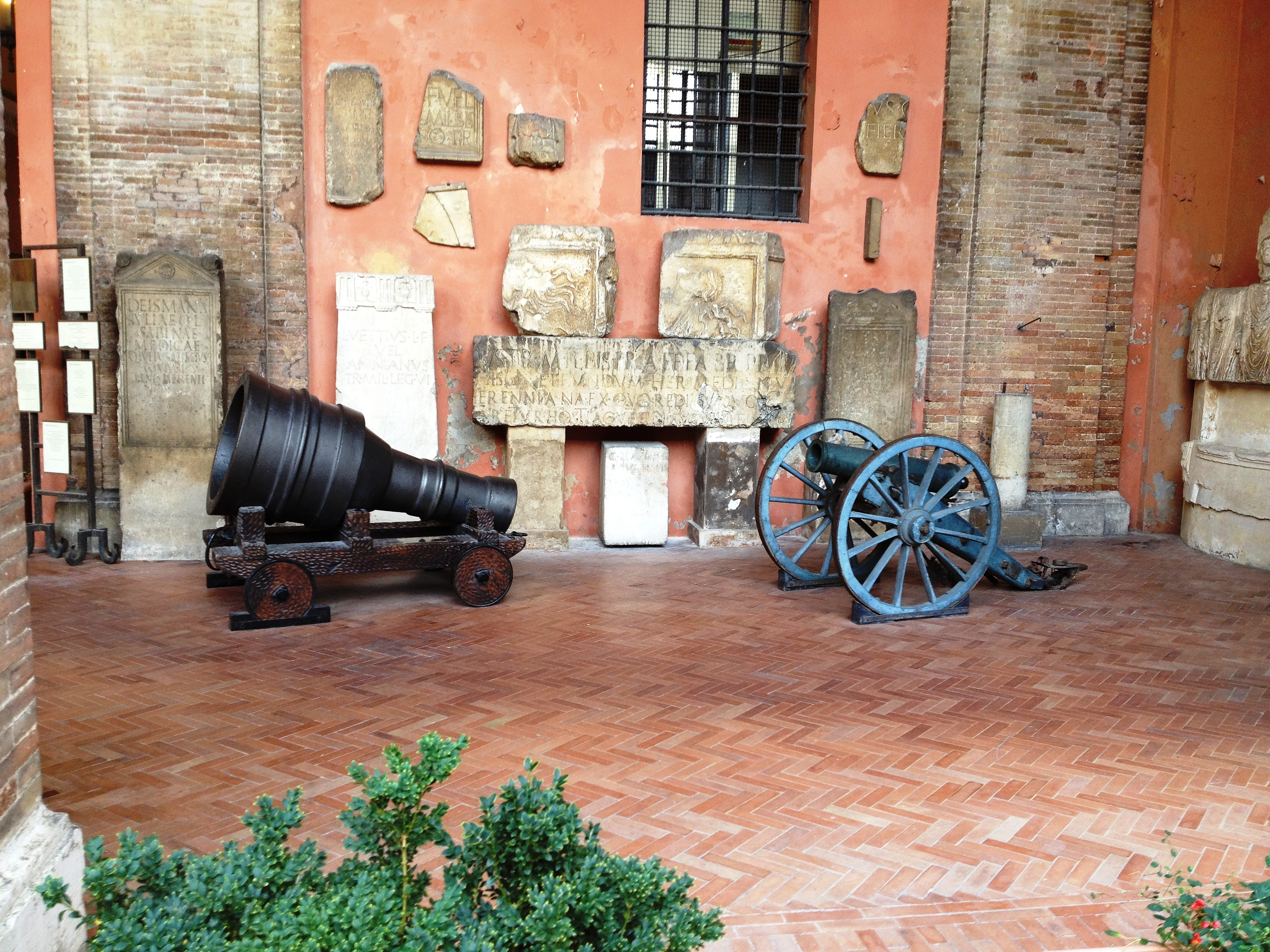
Interno dell'atrio del Palazzo Comunale: a sinistra una bombarda quattrocentesca (il Cannò de Figo), mentre a destra un cannone.